# Kolonia
Kolonia é uma cidade dos Estados Federados da Micronésia, capital do estado de Pohnpei.